# Hister simplicisternus
Hister simplicisternus är en skalbaggsart som beskrevs av Lewis 1879. Hister simplicisternus ingår i släktet Hister och familjen stumpbaggar. Inga underarter finns listade i Catalogue of Life.